# Smáeyjar
Les Smáeyjar, en français « Petites îles » sont un petit archipel inhabité constitué de trois îles escarpées situées à l'ouest de Heimaey, l'île la plus grande de l'archipel des îles Vestmann qui forme une municipalité du Sud de l'Islande, dans l'océan Atlantique Nord.

## Géographie

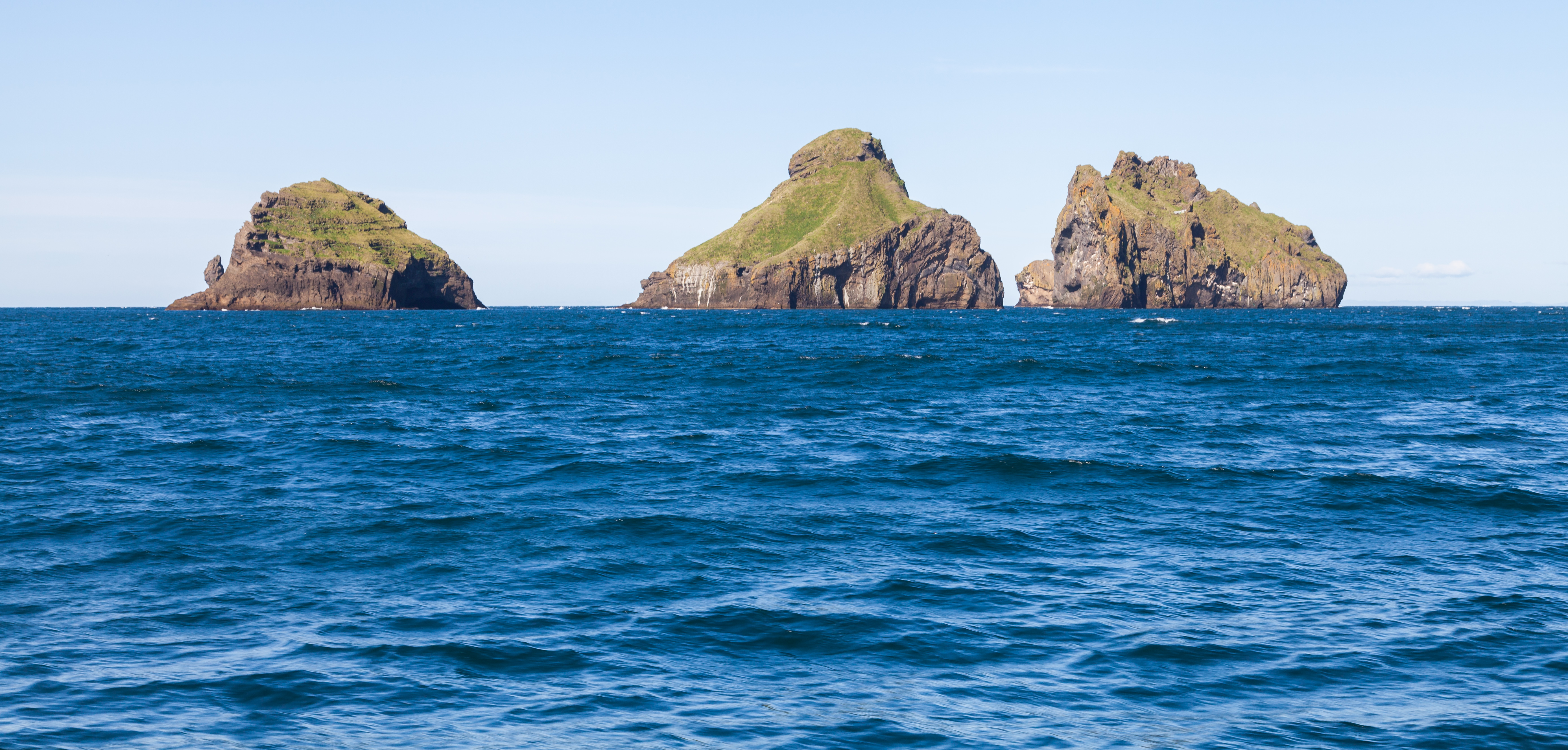
Les Smáeyjar.

Les Smáeyjar sont situées en Islande, dans l'archipel des îles Vestmann, à l'ouest de Heimaey, l'île principale et la seule habitée de cet archipel.
Les Smáeyjar sont composées de trois petits îles, Hani, Hæna et Hrauney, ainsi que des récifs de Grasleysa et Jötunn. Ces îles au relief escarpé sont inhabitées.

## Histoire
Les Smáeyjar, de même que le reste de l'Islande, sont toutes d'origine volcanique. Elles se seraient formées il y a 10 000 à 20 000 ans au cours d'une unique éruption volcanique, faisant d'elles un volcan monogénique,.
Les Smáeyjar ont probablement été découvertes en même temps que le reste de l'Islande soit au Moyen Âge, au moins avant l'An Mil.